# Тулун (аббасидський вельможа)
Тулун — аббасидський вельможа тюркського походження, колишній раб, батько Ахмеда ібн Тулуна, засновника династії Тулунідів, що правила державою з центром в Єгипті.

## Життєпис
Був тюрком, якого в 815 році разом з іншими рабами-одноплемінниками прислав через Оксус саманідський правитель Бухари як подарунок халіфу Аль-Мамуну. 818 року почав служити при дворі та незабаром зумів досягти високих посад, ставши командиром гвардії халіфа.
У 835 році у нього народився син Ахмед ібн Тулун у Багдаді, майбутній засновник держави Тулунідів. 850 року разом із сім'єю переїхав до Самарри. Тулун встиг вислужитися при дворі та дав своєму синові незвичайну для свого становища наукову освіту.
Помер 854 року.